# Colla Bassa
La Colla Bassa (1.851 m s.l.m.) è un valico delle Alpi liguri situato in Provincia di Cuneo. Collega Valdinferno (comune di Garessio, in Val Tanaro), con la Val Casotto..

## Storia
La zona del valico, assieme alla vicina Colla dei Termini, fu coinvolta durante la Rivoluzione francese negli scontri tra l'esercito francese e quello sabaudo.

## Descrizione

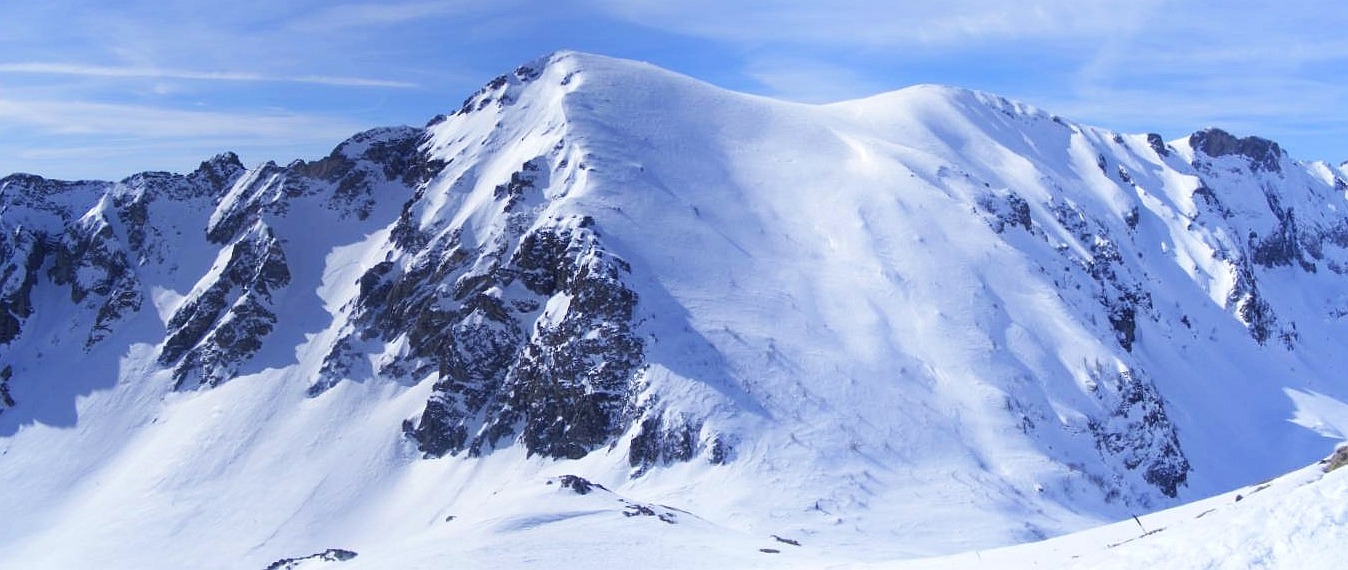
La Colla Bassa e l'Antoroto d'inverno visti dal Monte Grosso

Il colle si apre sullo spartiacque Tanaro/Casotto tra il Monte Grosso ( a nord-est) e il Monte Antoroto (a sud-ovest). Amministrativamente è del tutto compreso nel territorio comunale di Garessio il quale, oltre alla zona circostante il capoluogo situato in Val Tanaro, comprende anche una buona porzione della testata della Val Casotto.

## Escursionismo

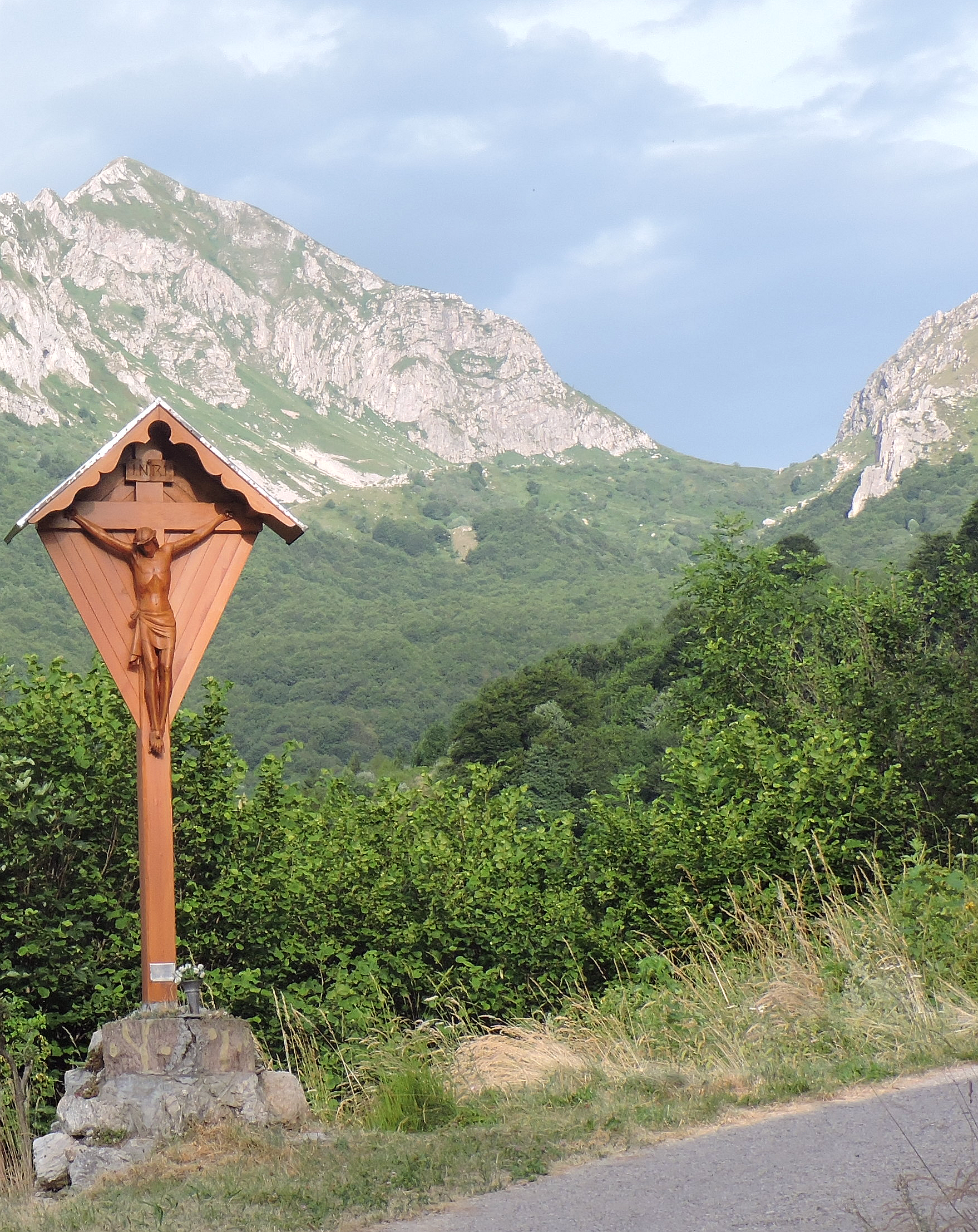
Vista da Valdinferno

Il colle è facilmente raggiungibile per sentiero da Valdinferno.
Sul lato opposto un'altra escursione permette di arrivare senza particolari difficoltà al valico partendo da Valcasotto](Pamparato) per un sentiero. Dalla Colla Bassa, sempre per sentiero, si può raggiungere il vicino Monte Antoroto.

## Punti d'appoggio
- Rifugio Angelo Manolino[6]
- Rifugio Savona, a monte di Valdinferno.[7]

## Tutela naturalistica
Il valico fa parte di un SIC (Sito di Interesse Comunitario) denominato Monte Antoroto (cod. IT1160035), le cui misure specifiche di conservazione sono state approvate dalla Regione Piemonte nel 2016.